# Терехович, Яким Григорьевич
Яким Григорьевич Терехович (укр. Яки́м Григо́рович Терехович; 1883 Безугловка, Сновский район, Черниговская область, Российская империя — 1931, СССР) — украинский учитель и поэт. Дед украинского поэта-диссидента Леонида Тереховича.

## Биография
Известно, что родился в селе Безугловка Сновского района Черниговской области, в крестьянской семье.
Из воспоминаний его внука Леонида Тереховича известно, что Яким учился в Городнянской гимназии. За участие в революционных событиях в 1905 году был арестован.
Занимал активную жизненную позицию, писал стихи, публиковался. В газете «Красное знамя», 20 декабря 1920 года, было напечатано стихотворение Тереховича, в котором говорится об участии автора в революции 1905 года, что намекает на приближение освобождения Украины.
После того, как попал в тюрьму, жил на хуторе Иржавец около Великого Щимеля, был волостным писарем. В 1914 году его мобилизовали в императорскую армию, где он получил звание поручика. Служил в Красной Армии. В годы революции и гражданской войны стал каждорусцем. В мирное время был учителем в Великом Щимеле. До ареста 29 сентября 1930 работал заведующим школой села Шишка Корюковского района Черниговской области.
В 1930-х годах был сослан в Сибирь, где, по постановлению судебной «тройки» при коллегии ГПУ УССР от 27 января 1931 года, Терехович был расстрелян, как близкий к Делу «Союза освобождение Украины». Как написал об этом Станислав Репях:

Якима Григорьевича запеленговали и уничтожили в начале 1931 как близкого к Союзу освобождения Украины. Весь грех его, как видим, заключался в том, что он любил родной край, желал добра емуОригинальный текст (укр.)Якима Григоровича запеленгували і знищили на початку 1931 року як близького до Спілки визволення України. Весь гріх його, як бачимо, полягав у тому, що він любив рідний край, бажав добра йому
— Станислав Репях

### Личная жизнь
Известно, что у Тереховича было два сына – Никифор и Леонид. Первый – отец Леонида Никифоровича Тереховича. Он тоже писал стихи, но неизвестно печатался ли. Леонид Якимович до войны жил в Ленинграде, там же писал и печатался.

## Поэтическое наследие
С 1918 года печатал стихи и публицистические статьи. Станислав Репях характеризует стихи Тереховича в своей статье о его внуке «Шаг к Леониду Тереховичу»:

Стихотворения написаны на хорошем украинском языке, эмоциональные, экспрессивныеОригинальный текст (укр.)Вірші написані гарною українською мовою, емоційні, експресивні
— Станислав Репях